# Trouble de stress post-traumatique complexe
Ne doit pas être confondu avec Trouble de stress post-traumatique.
 Mise en garde médicale
Le trouble de stress post-traumatique complexe (TSPTc) ou état de stress post-traumatique (ESPTc) est un trouble psychique lié au stress survenant généralement en réponse à des traumatismes complexes, c'est-à-dire des expositions habituellement prolongées ou répétées à une série d'événements traumatisants.

## Description
Selon la Classification internationale des maladies (CIM), le trouble de stress post-traumatique complexe (TSPT complexe) est un « trouble qui peut apparaître après une exposition à un événement ou à une série d’événements de nature extrêmement menaçante ou terrifiante, le plus souvent prolongés ou à des événements répétitifs dont il est difficile ou impossible de s’échapper »).

## Symptômes du TSPT
Selon la CIM-11, les effets sur les personnes peuvent notamment consister en des « problèmes de régulation de l’affect », « l’impression d’être diminué, vaincu ou inutile, accompagnée de sentiments de honte, de culpabilité ou d’échec en lien avec l’événement traumatique » ou encore « des difficultés à entretenir les relations et à se sentir proche des autres ».
Ces symptômes peuvent « entraîner des déficiences » dans les domaines de fonctionnement des sujets, sur le plan personnel, familial ou encore professionnel. Ainsi, le département américain des vétérans de guerre souligne la modification des relations des personnes atteintes de TSPT avec leur entourage.

## Prévalence
Plusieurs études envisagent la population victime de stress post-traumatique. Ainsi, une étude de 2018 estime que 2% à 9% de la population allemande sont concernés. Un autre étude considère la situation en Israël. Une troisième étude longitudinale conduite en Allemagne et publiée en 2015 envisage la situation auprès d'adolescents et jeunes adultes. Il est particulièrement courant chez les femmes victimes de violences conjugales : 58 % à 80 % d'entre elles souffrent de TSPT ou de TSPT complexe selon la fréquence et la répétition des violences
[réf. nécessaire].

## Questionnaires de diagnostic
Le diagnostic peut être réalisé avec l’appui de questionnaires. L’International Trauma Consortium propose un questionnaire. Ce questionnaire s’appuie sur deux types de symptômes : les symptômes en lien avec le TSPT classique de première part, et les symptômes spécifiquement liés au TSPT complexe relatifs à la perturbation de l'auto-organisation de seconde part[source secondaire nécessaire]. L’Institut roman de psychotraumatologie, qui prône les thérapies EMDR, propose un questionnaire de diagnostic.